# دي جي دين
دي جي دين (بالألمانية: DJ Dean)‏ هو دي جيه ألماني، ولد في 25 أكتوبر 1975 في هامبورغ في ألمانيا.

## وصلات خارجية
- الموقع الرسمي
- دي جي دين على موقع ميوزك برينز (الإنجليزية)
- دي جي دين على موقع ديسكوغز (الإنجليزية)